# Conferência de San Remo

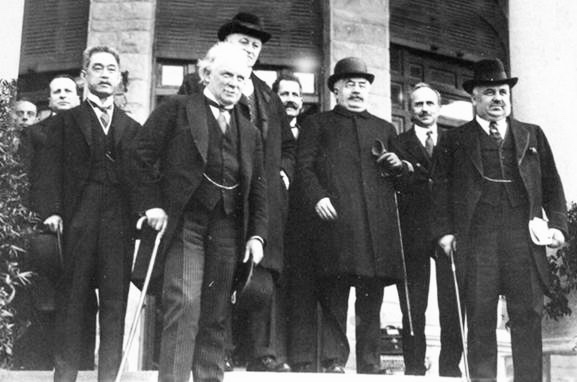
Os delegados à Conferência

A Conferência de San Remo (19 a 26 de abril de 1920, Sanremo, Itália), realizada pelo conselho supremo aliado após a Primeira Guerra Mundial, determinou a atribuição de mandatos da Sociedade das Nações às potências vitoriosas, para que estas administrassem territórios anteriormente pertencentes ao Império Otomano no Oriente Médio. As decisões da conferência apenas confirmaram (por exemplo, no que respeita à Palestina) as conclusões da Conferência de Londres, realizada em fevereiro de 1920. O Reino Unido recebeu o mandato da Palestina e do Iraque, enquanto que a França ganhou o controle da Síria e do  Líbano.
As fronteiras entre aqueles territórios não foram especificadas.
Em linhas gerais, a conferência confirmou os termos do Acordo Sykes-Picot, estabelecido entre o Reino Unido e a França em 19 de maio de 1916, que partilhou a região, e também da Declaração de Balfour, de 2 de novembro de 1917, pela qual o governo britânico assumira o compromisso de estabelecer o Lar Nacional Judeu na Palestina, sem prejuízo dos direitos civis e religiosos da população não judaica da região. As decisões da conferência foram incorporadas ao natimorto tratado de Sèvres. Como a Turquia rejeitou o tratado, as conclusões da conferência foram formalizadas pelo Conselho da Sociedade das Nações, em 24 de julho de 1922 e pelo tratado de Lausanne.